# Port lotniczy Warna
Port lotniczy Warna – międzynarodowy port lotniczy położony 9 km na zachód od Warny. Jest jednym z największych portów lotniczych w Bułgarii. W 2013 roku powstał na tym lotnisku nowy terminal.

## Kierunki lotów i linie lotnicze
| Linia lotnicza           | Kierunek |
| ------------------------ | --- |
| Air Serbia               | Sezonowo: 1. Belgrad |
| Arkia Israel Airlines    | Sezonowe czartery: 1. Tel Awiw |
| Austrian Airlines        | 1. Wiedeń |
| Avion Express            | Sezonowe czartery: 1. Wilno |
| BH Air                   | Sezonowe czartery: 1. Antalya 2. Nevşehir |
| Bluebird Airways         | 1. Tel Awiw |
| Bulgaria Air             | 1. Sofia Sezonowo: 1. Frankfurt 2. Praga Sezonowe czartery: 1. Antalya 2. Bodrum 3. Enfidha |
| Discover Airlines        | Sezonowo: 1. Frankfurt 2. Monachium |
| EasyJet                  | Sezonowo: 1. Berlin 2. Londyn-Gatwick |
| Edelweiss Air            | Sezonowo: 1. Zurych |
| Enter Air                | Sezonowe czartery: 1. Gdańsk 2. Katowice 3. Warszawa-Chopin 4. Wrocław |
| European Air Charter     | Sezonowe czartery: 1. Antalya 2. Bodrum 3. Kolonia/Bonn 4. Dalaman 5. Düsseldorf 6. Enfidha 7. Hamburg 8. Hanower 9. Helsinki 10. Heraklion 11. Lipsk 12. Monachium 13. Stuttgart 14. Tel Awiw                              |
| Eurowings                | Sezonowo: 1. Düsseldorf 2. Hamburg 3. Kolonia/Bonn 4. Stuttgart |
| Fly Lili                 | Sezonowe czartery: 1. Hanower |
| Freebird Airlines Europe | Sezonowe czartery: 1. Lipsk |
| GetJet Airlines          | Sezonowe czartery: 1. Wilno |
| Israir Airlines          | Sezonowo: 1. Tel Awiw |
| Jettime                  | Sezonowe czartery: 1. Aalborg 2. Billund |
| LOT                      | Sezonowo: 1. Warszawa-Radom Sezonowe czartery: 1. Katowice 2. Warszawa-Chopin 3. Wrocław |
| Luxair                   | Sezonowo: 1. Luksemburg |
| Norwegian Air Shuttle    | Sezonowo: 1. Helsinki 2. Kopenhaga 3. Oslo-Gardermoen |
| Ryanair                  | 1. Wiedeń Sezonowo: 1. Katowice 2. Kraków 3. Sofia 4. Wilno |
| Smartwings               | Sezonowo: 1. Brno 2. Ostrawa 3. Praga Sezonowe czartery: 1. Karlovy Vary |
| Sunclass Airlines        | Sezonowe czartery: 1. Bergen 2. Helsinki 3. Kopenhaga 4. Oslo-Gardermoen 5. Stavanger 6. Sztokholm-Arlanda 7. Trondheim |
| Sundair                  | Sezonowo: 1. Berlin 2. Drezno |
| Transavia                | Sezonowo: 1. Paryż-Orly |
| TUI fly Belgium          | Sezonowo: 1. Bruksela Sezonowe czartery: 1. Lille 2. Nantes 3. Paryż-Charles de Gaulle |
| TUI fly Deutschland      | Sezonowo: 1. Hanower |
| Turkish Airlines         | 1. Stambuł |
| Volotea                  | Sezonowo: 1. Lille 2. Nantes |
| Wizz Air                 | 1. Abu Zabi (od 31 marca 2025) 2. Berlin 3. Bruksela-Charleroi 4. Dortmund 5. Eindhoven 6. Hamburg 7. Londyn-Gatwick 8. Londyn-Luton 9. Memmingen 10. Norymberga Sezonowo: 1. Frankfurt-Hahn 2. Praga 3. Tel Awiw 4. Wiedeń |